# آرمسترانگ ویتورث اف. کی.۳
آرمسترانگ ویتورث اف. کی. ۳ (به انگلیسی: Armstrong Whitworth F.K.3) یک هواگرد ساختِ کارخانهٔ آرمسترانگ ویتورث ایرکرفت در کشور بریتانیا است که در سال ۱۹۱۵–۱۹۱۷ ساخته شد. نخستین استفاده‌کنندهٔ این هواپیما یکان پروازی پادشاهی بریتانیا بوده‌است. این هواگرد برای نخستین بار در ۱۹۱۵ میلادی مورد استفاده قرار گرفت.